# Яків Шах
Я́ків Шах (? — 1578) — запорозький низовий гетьман другої половини XVI ст., побратим Івана Підкови, з яким ходив походом на Молдавію (1577), в 1576—1577 роках розгромив на Дніпрі ханського посла, який повертався з Москви. Шах не лякаючись кари, яку поніс Підкова, вирішив помститись за Гетьмана Івана Підкову: напасти на Волощину.
Взяв в облогу Бухарест і наказав видати тих, хто був винний у смерті кошового отамана Підкови. Йому було видано одного бояра і 17 інших. Він наказав обрізати їм носи і вуха і повісити перед церквою св. Миколая і наказав над ними на церкві написати: так караються зрадники і віроломці, які проливають невинну християнську кров. Коли новина про це дійшла до Константинополя, султан Амурат і кримський хан зажадали страти Шаха і скасування козацтва. Султан наказав затримувати українських і польських купців на Волощині, Молдавії та в Криму. Шаха було знято з гетьманства і ув'язнено в канівський монастир, де він пізніше добровільно став монахом. Помер там також у 1583 році. Похований поряд з Іваном Підковою на Чернечій горі, яка належала монастиреві.

Автор «Історії Русів»:
На місце вбитого Гетьмана Підкови обрано Гетьманом 1582 року Осавула Генерального Якова Шаха, і першим його старанням було помститися на Волохах за смерть Гетьмана Підкови, котрий був великий Шахові друг, а Козакам вельми люб'язний. Він доповідав Королеві, що Турки, взявши під свою протекцію Валахію та Молдавію і посилюючись особливо у Валахії, наближаються до кордонів Польських та Руських. І тому від Короля Баторія вислано Гетьманові наказ оберігати кордони і примножувати на них війська та роз'їзди. Гетьманові цього і треба було. Він, примноживши військо, вислав його роз'їздом вниз Дністра, а сам з великою потугою вирушив угору тою ж річкою і, зловивши біля кордонів кількоро Турків військового звання, відіслав їх до Короля як доказ своєї пильності. Проміж тим, зробивши нагальний похід од границі до Валахії, напав на місто Бухарест, вибив і випалив його передмістя, а твердиню взяв у облогу і зажадав од міщан видати винуватців смерті Гетьмана і Госпопаря Підкови, погрожуючи в противному разі обернути все на попіл та купу каміння. Міщани не забарилися виконати його вимоги і видали сімнадцять чоловік винних з самим Боярином, що Підкову на смерть віддав. Гетьман, обрізавши їм вуха і носи, звелів повісити їх на виду міщан з написом, прибитим на церкві Никольській: «Так покарано віроломців і зрадників, що проливають кров християнську невинну». Уряд Турецький не залишив без уваги напад Гетьмана з військом на Валахію і Бухарест. Султан їхній вимагав через посланців своїх відшкодування від Короля Польського, а проміж тим дав наказ арештувати всіх купців Польських і Руських, які вели торгівлю в Молдавії, Валахії і в Криму. Король Польський, приступаючи до задоволення Турецьких вимог, віддав Гетьмана під суд і насланим до військового Малоросійського Трибуналу універсалом звелів старшині Генеральній і всьому військові судити Гетьмана. Він був усунений від Гетьманства і засуджений на довічне ув'язнення в монастир Канівський, де по волі своїй посвячений у ченці і скінчив життя спокійно у чернецтві.

## Вшанування пам'яті
17 грудня 2023 року у місті Нікополь вулицю Сурикова перейменували на вулицю Гетьмана Якова Шаха.
27 січня 2024 року у місті Кривий Ріг вулицю Бестужева перейменували на вулицю Гетьмана Якова Шаха.